# Eugeniu Mustea
Eugeniu MUSTEA (n. 1935 – d. 24 iunie 2003) a fost un esperantist suedez de la clubul din Norrköping.

## Biografie
S-a născut în 1935 într-o familie înstărită cu 9 membri din satul Ciocîlteni (azi raionul Orhei, Republica Moldova).
A lucrat ca meteorolog în România și Suedia. Printre altele, a fost expert ONU în Angola și a depus multă muncă, mai ales în acea țară africană, tot pentru esperanto, A finanțat colecția de poezii Brulo kaj ritmo (1987) de Agostinho Neto și a publicat (1994) un manual de esperanto pentru vorbitorii de limba română. A decedat pe 24 iunie 2003 la Rio de Janeiro în timp ce călătorea.